# Asticta confluens
Asticta confluens là một loài bướm đêm trong họ Erebidae.